# Valió la pena
Valió la pena est une telenovela chilienne diffusé entre le 19 octobre 2014 et le 19 février 2015 sur Canal 13.

## Acteurs et personnages
- Lorena Bosch : Rosario García
- Francisco Pérez-Bannen : Sergio Valenzuela / Rodrigo Infante
- Cristián Arriagada : Gastón Rodríguez
- Mónica Godoy : Martina del Río
- Josefina Montané : Antonia Riquelme
- Bastián Bodenhöfer : Raimundo Montes
- Liliana García : Fernanda Vicuña
- Julio Jung : Lorenzo García
- Josefina Velasco : Lidia Fernández
- Claudio Arredondo : Juan Roca "Johnny Rock"
- Ingrid Parra : Karem Jara
- Marcela del Valle : Magdalena Tagle
- Eduardo Cumar : Arturo Santa Cruz
- María José Bello : Verónica García
- Cristóbal Tapia : Felipe Montes
- Catalina González : Miss Pamela Riquelme
- María Fernanda Martínez : Ema Valenzuela
- Cristóbal del Real : Juan Pablo Gómez
- Francisco Dañobeitia : Vicente Rodríguez
- Emilia Sánchez : Belén Santa Cruz
- Benjamín Ruíz : Mateo Gómez
- Francisco Godoy : Diego Rodríguez
- Oliver Borner : Cristóbal Jara
- Andrés San Juan : Moncho

### Participaciones Especiales
- Javiera Hernández : Loreto Zúñiga
- Antonella Ríos : Sonia
- Paola Giannini : Daniela
- Agustín Moya : Ismael
- Francisco Saavedra : Animateur du programme NTPC
- Sergio Lagos : lui-même
- Sandra O'Ryan
- Camila Hirane

## Diffusion
- Canal 13